# Roman Kilchsperger
 (décembre 2021).
Roman Kilchsperger, né le 21 mars 1970 à Zurich, est un animateur suisse de radio et de télévision.

## Biographie
En 1990, il termine une formation en commerce à la Kantonsschule Enge. Il devient ensuite animateur radio sur Radio Zürisee puis Radio 24 en compagnie de Roger Schawinski. Il écrit également des chroniques pour le Blick. Plus tard, il commente des matchs du championnat suisse de football sur Sat.1. En 2003, il intègre Energy Zürich.
Pour la chaîne SF DRS, il commente le concours Eurovision de la chanson 2003, la Street Parade et le concours de Miss Suisse en 2004. Il se fait connaître en présentant la première saison de MusicStar puis en même temps, Deal or No Deal – Das Risiko, la version suisse d'À prendre ou à laisser. D'octobre 2005 à août 2006, il anime avec Chris Von Rohr sur SRF Zwei le late-night show Black 'N' Blond.
Pendant la coupe du monde de football en 2006, il est animateur pour la chaîne allemande Sky Deutschland. Lors des troisième et quatrième saisons de MusicStar, il fait partie du jury. Il sera de nouveau juré en 2011 dans Die grössten Schweizer Talente.
En 2018 il quitte la SRF pour Teleclub.